# Ascandra osculum
Ascandra osculum är en svampdjursart som först beskrevs av Carter 1886.  Ascandra osculum ingår i släktet Ascandra och familjen Leucaltidae. Inga underarter finns listade i Catalogue of Life.